# Digitális médiaműveltség
A digitális médiaműveltség azoknak az ismereteknek és képességeknek az összessége, amelyek szükségesek ahhoz, hogy a médiából jövő üzeneteket megértsük; a médiakörnyezetet tudatosan, felelősen, az életünk építésére használhassuk, és képesek legyünk felmérni a vele járó kockázatokat.
A digitális médiaműveltség az online világban való eligazodás záloga, egy olyan „védőfelszerelés”, amely nemcsak megkönnyíti az online terek kényelmes használatát, de megfelelő védelemmel is felvértez ebben az új kommunikációs környezetben. Nélkülözhetetlen ahhoz, hogy hatékonyan tudjuk kiszűrni a fullasztó információs áradatból a számunkra fontos, keresett információkat, de segít a káros, veszélyes üzenetek (például vírusok) támadásaival szemben is. Nemcsak az információhoz való hozzáférés technikai tudását nyújtja, hanem ennél jóval szélesebb hozzáférést kínál az online környezet működésének, életünket befolyásoló jelenségeinek megértéséhez. Kulcs ahhoz, hogy a digitális technológia által újrarajzolt környezetben egészséges és teljes életet élhessünk.

## Digitális tudásfejlesztés
A digitális médiaműveltség mellett fontos elkülöníteni a digitális tudásfejlesztés fogalmát is. A 21. században a digitalizáció a sikeresség és gyarapodás egyik legfontosabb eszköze. A digitális alapkompetenciák hiánya napról napra erőteljesebben rontja az érintett polgárok munkaerő-piaci kilátásait, ami egyrészt elmélyíti a társadalmi egyenlőtlenségeket, másrészt gyengíti a gazdaság versenyképességét is. Ezért a Digitális Jólét Program egyik legfontosabb célkitűzése, hogy minden polgárnak, minden vállalkozásnak esélye legyen arra, hogy egyet előre lépjen a digitális felkészültségében. A digitalizációtól nem megvédeni kell a polgárokat és vállalkozásokat, hanem fel kell rá készíteni őket. Ennek érdekében a polgárok és a vállalkozások digitális kompetenciáinak folyamatos fejlesztése érdekében a Digitális Jólét Program 2.0 keretében - a jelenleg zajló kompetenciafejlesztési programokra építve – került kidolgozásra a digitális kompetenciafejlesztés hosszú távú, részletes koncepciója és a digitális kompetenciák részletes mérési rendszere.
Aki elzárkózik az internettől, annak kommunikációs és motivációs eszközökkel, országos és helyi civil szervezetek bevonásával, a Digitális Jólét Koordinációs Központ koordinációs és módszertani támogatása mellett szükséges felhívni a figyelmét a digitális kompetenciák fontosságára.
Azoknak, akiket a digitális kompetenciák hiánya tart távol a digitális világtól, a Digitális Jólét Program Hálózatban dolgozó Digitális Jólét Program Mentorok segítségével válik elérhetővé a digitális világgal való ismerkedés, és az alapszintű digitális kompetenciák ingyenes elsajátítása.
Azoknak, akik alapszintű digitális kompetenciákkal rendelkeznek már, az ún. IKER keretrendszer segítségével a digitális kompetenciái mérhetővé és fejleszthetővé válnak.